# The Cave (videogioco)
The Cave ("La caverna") è un videogioco di tipo avventura dinamica ideato da Ron Gilbert con la collaborazione di Tim Schafer nel 2013. Il gioco sotto molti aspetti ricalca le vecchie avventure grafiche della Lucasarts, ideate dallo stesso Gilbert, con molte citazioni ed elementi. Il gioco è tradotto in Italiano nei testi, nei cartelli e sfondi presenti, i dialoghi sono in inglese. Il videogioco è scaricabile a pagamento presso la piattaforma digitale Steam, oltre che sugli store PlayStation Network, Xbox Live Arcade, iOS e Ouya.

## Trama
(La Caverna parlante nell'introduzione del videogioco)
Sette personaggi partono per esplorare una caverna, ed ognuno di essi ha una storia travagliata e misteriosa da portare a termine.

## Modalità di gioco
Il giocatore prenderà il controllo di tre personaggi dei sette disponibili (in verità sono otto considerando i gemelli un duo) per portare a termine l'avventura nella caverna. Ogni personaggio ha un motivo diverso dagli altri per trovare l'uscita della caverna. Pur essendo una trama lineare della storia, all'interno della caverna ci sono locazioni diverse per ogni personaggio della vicenda. Quindi il giocatore per vedere tutte le storie complete dei personaggi è costretto a finire il gioco almeno tre volte. Già dall'inizio si incontreranno enigmi logici da risolvere e puzzle dei più svariati, considerando che ogni personaggio può portare, e usare un oggetto alla volta il videogioco è molto avvincente. In determinate situazioni si dovranno usare i tre personaggi in cooperazione e lavorare come squadra per risolvere l'enigma che verrà proposto. Il giocatore può cambiare il personaggio da usare in qualsiasi momento voglia. Ogni protagonista possiede un'abilità specifica diversa dagli altri.

## Personaggi disponibili
- Lo zoticone, sta cercando il suo vero amore. Rappresenta il peccato della lussuria: dopo essere stato rifiutato da una bella donna di un circo, incendierà tutto in un impeto di rabbia.
- I gemelli, sono andati semplicemente a giocare nella caverna. Rappresentano il peccato della gola: avveleneranno i propri genitori e anche loro stessi.
- La scienziata, sta per divulgare all'umanità una scoperta importante. Rappresenta il peccato dell'avarizia: venderà la nuova fonte di energia illimitata a un losco figuro per creare un missile nucleare e raggiungere la ricchezza.
- L'esploratrice, è alla ricerca dei suoi compagni di avventura dispersi nella caverna e di un tesoro. Rappresenta il peccato della superbia: ucciderà i suoi colleghi per prendersi il merito di una scoperta importante.
- Il cavaliere, è alla ricerca di una spada leggendaria e misteriosa. Rappresenta il peccato dell'accidia: si finse cavaliere e non intervenne mai nel momento del bisogno.
- Il monaco, cerca il suo maestro nella caverna per diventare a sua volta maestro. Rappresenta il peccato dell'ira: ucciderà il suo maestro per non aver raggiunto la pace interiore e prenderà il suo posto.
- La viaggiatrice temporale, deve riparare un torto che ha milioni di anni. Rappresenta il peccato dell'invidia: ucciderà l'antenato del suo collega, scatenando una guerra.